# Bartłomiej Grzelak
Bartłomiej Grzelak (Płock, Polonia, 9 de agosto de 1981) es un exfutbolista polaco que jugaba en la demarcación de delantero y cuyo último equipo fue el Wisła Płock.

## Trayectoria
Comenzó su carrera en un club de su ciudad, Wisła Płock (en aquel entonces el Orlen Płock), en que jugó su primer partido en la liga polaca (el 10 de marzo de 2001 ante el Dyskobolia Grodzisk Wielkopolski). Después jugó en el ŁKS Łódź, Unia Janikowo y Kujawiak Włocławek.
En 2005 fichó por el Widzew Łódź, que jugó en la Segunda División. En su primera temporada Grzelak marcó 20 goles en 32 partidos y el Widzew ascendió a la primera división. Aquí marcó 4 goles en 13 partidos de la primera fase de la temporada y abandonó el Widzew para fichar por el Legia Varsovia en diciembre de 2006. En esa temporada jugó en 10 partidos en el Legia y marcó dos goles.

### En la selección
Grzelak ha jugado 4 partidos en la selección polaca. El primer fue el 6 de diciembre de 2006, ante la selección de los Emiratos Árabes Unidos en que marcó dos goles.

## Clubes
| Club                  | País    | Años      |
| --------------------- | ------- | --------- |
| Wisła Płock           | Polonia | 2000-2002 |
| ŁKS Łódź              | Polonia | 2002-2003 |
| Unia Janikowo         | Polonia | 2003-2004 |
| Kujawiak Włocławek    | Polonia | 2004-2005 |
| Widzew Łódź           | Polonia | 2005-2007 |
| Legia de Varsovia     | Polonia | 2007-2010 |
| FC Sibir Novosibirsk  | Rusia   | 2010      |
| Jagiellonia Białystok | Polonia | 2011      |
| KS Cracovia           | Polonia | 2012      |
| Górnik Zabrze         | Polonia | 2012      |
| Wisła Płock           | Polonia | 2013      |